# Tuza Zsolt
Tuza Zsolt (Budapest, 1953. szeptember 20. –) magyar kutató matematikus, tudományos tanácsadó, egyetemi tanár. Szakterülete a kombinatorika és a gráfelmélet.

## Életpályája
1972-ben érettségizett a Fazekas Mihály Gimnáziumban, majd 1978-ban az ELTE Természettudományi Karán matematikus diplomát szerzett.
1978-ban a Magyar Tudományos Akadémia Számítástechnikai és Automatizálási Kutatóintézetben (SZTAKI) kezdett dolgozni. 1986-ban kandidátusi címet szerzett, majd 1992-ben a tudományok doktora lett. 1995-ben habilitált.
2000 óta tanít a Veszprémi Pannon Egyetemen, 2001-től 2018-ig a Pázmány Péter Katolikus Egyetem Információs Technológiai Karának tanára. 2012 óta a Rényi Alfréd Matematikai Kutatóintézet tudományos tanácsadója.
A 2001-ben létrehozott Erdős Pál Matematikai Tehetséggondozó Iskola alapító tagja és fővédnöke.

## Családja
1980-ban nősült, felesége Ritter Erzsébet. Házasságukból két gyermekük született. Lányuk Tuza-Ritter Bernadett dokumentumfilm-rendező művész, vágó. Fiuk Tuza-Ritter Bálint színész, személyi edző, pszichológus.

## Szakmai tevékenységek
- gráfelmélet (gráfszínezések, függetlenség, dekompozíciók, klikkek lefogásai, Ramsey-elmélet, dominálás, legnagyobb vágások, véletlen gráfok, turnamentek, élcímkézések)
- hálózatok elmélete (útrendszerek)
- hipergráf-elmélet (extremális problémák, elhelyezés és fedés, Helly-tulajdonság, Steiner-rendszerek, „vegyes hipergráfok” színezései, batch kódok)
- számítástudomány (algoritmusok időbonyolultsága, Boole-függvények, formális nyelvek, approximációs algoritmusok)
- operációkutatás (ütemezéselmélet, ládapakolás, on-line algoritmusok)
- algebra és algebrai logika (mátrixgyűrűk polinom-azonosságai, reprezentációk, axiomatizálhatóság)
- folyamatrendszerek (strukturális irányítás, modellegyszerűsítés)
- relációs adatbázisok (PLA modell)
- biológiai alkalmazások (sejtosztódás és -differenciálódás formális modelljei)

## A Tuza-sejtés (1981)
Tuza 1981-ben fogalmazta meg sejtését, miszerint „ha egy G egyszerű gráf legfeljebb k éldiszjunkt háromszöget tartalmaz, akkor létezik a gráfban az éleknek egy legfeljebb 2k elemű halmaza, melyek G minden háromszögét lefogják”.
A híres sejtést több speciális gráfosztályra is igazolták, de a teljes bizonyítás még nem történt meg.

## Díjai, elismerései
- 1972, Nemzetközi Matematikai Diákolimpia, Lengyelország I. díj,
- 1982 MTA SZTAKI Intézeti Díj, valamint 1988-tól MTA SZTAKI Intézeti Díj / Publikációs Díj 10 alkalommal
- 2009 Pro Scientiis Informaticae (Pannon Egyetem Műszaki Informatikai Kar)
- 2020 Magyar Érdemrend Tisztikeresztje [5]
- 2024 Kutató professor emeritus címet kapott

## Néhány sokat hivatkozott publikációja
- Graph coloring with local constraints – A survey (1997)
- Rankings of graphs (H Bodlaender, J Deogun, K Jansen, T Kloks, D Kratsch, H Müller, Zs Tuza, 1995)
- Semi on-line algorithms for the partition problem (H Kellerer, V Kotov, MG Speranza, Zs Tuza, 1997)
- Maximum cuts and large bipartite subgraphs (S Poljak & Zs Tuza, 1995)
- On rainbow connection (Y Caro, A Lev, Y Roditty, Zs Tuza, R Yuster, 2008)
- Covering all cliques of a graph (1990)
- Conjecture, in finite and infinite sets (1981)

## Tudománymetriai mutatói
- Publikációk száma: 499[6]
- Erdős-szám: 1
- h-index: 49 (ezzel negyedik magyarként került fel a rangos "World's Top Computer Science Scientists" listára)[7]
- i10-index: 232[8]

## Érdekességek
- Nagy zenekedvelő, az 1980-as években a Magyar Rádió külső munkatársa, Gurály Lászlóval közösen rockzenei műsorokat vezettek.[9]
- Matematikus kollégái társaságában feltűnik az "N is a number" c. Erdős Pálról készült 1993-as dokumentumfilmben.[10]